# Каменное (Вологодская область)
Каменное — деревня в Никольском районе Вологодской области.
Входит в состав Вахневского сельского поселения, с точки зрения административно-территориального деления — в Вахневский сельсовет.
Расстояние по автодороге до районного центра Никольска — 43 км, до центра муниципального образования Вахнево — 5 км. Ближайшие населённые пункты — Котельное, Пятаков, Каменный.
По переписи 2002 года население — 99 человек (41 мужчина, 58 женщин). Всё население — русские.